# Kenji Fujimitsu
Kenji Fujimitsu (藤光 謙司?, Fujimitsu Kenji; Saitama, 1º maggio 1986) è un velocista giapponese.

## Biografia
La prima partecipazione in campo internazionale avviene ai mondiali allievi di Sherbrooke 2003; qui dapprima si ferma alle semifinali dei 200 m piani con il tempo di 21"64 e successivamente vince la medaglia di bronzo nella staffetta svedese in 1'53"11.
Si afferma a livello continentale ai campionati asiatici di Amman 2007, con la vittoria della medaglia d'oro nei 200 metri in 20"85, davanti a Alwaleed Abdullah (20"98) e Khalil Hahanahneh (21"03).
Nel 2016 Fujimitsu ottiene la qualificazione per i Giochi olimpici di Rio de Janeiro 2016. Il 16 agosto viene eliminato nelle batterie dei 100 m, giungendo penultimo nella sua gara. I primi due tempi della sua batteria, alla portata del giapponese, vengono registrati dallo statunitense Justin Gatlin con 20"42 e dall'italiano Matteo Galvan con 20"58.
Ai mondiali di Londra 2017 si cimenta sulla 4×100 m; in una gara segnata da un clamoroso infortunio del giamaicano Usain Bolt in ultima frazione, Fujimitsu conquista la medaglia di bronzo in 38"04 con la staffetta giapponese, composta anche da Shuhei Tada, Shōta Iizuka e Yoshihide Kiryū, dietro a Regno Unito (37"47) e Stati Uniti (37"52).

## Progressione

### 100 metri piani
| Stagione | Tempo | Luogo      | Data       | Rank. Mond. |
| -------- | ----- | ---------- | ---------- | ----------- |
| 2016     | 10"24 | Kumagaya   | 21-5-2016  |             |
| 2015     | 10"24 | Bellinzona | 21-7-2015  |             |
| 2014     | 10"28 | Isahaya    | 19-10-2014 |             |
| 2014     | 10"28 | Isahaya    | 19-10-2014 |             |
| 2014     | 10"28 | Fuse       | 29-6-2014  |             |
| 2012     | 10"35 | Hiroshima  | 29-4-2012  |             |
| 2006     | 10"41 | Ageo       | 14-5-2006  |             |
| 2005     | 10"53 | Tokyo      | 13-5-2005  |             |
| 2003     | 10"51 | Nagasaki   | 30-7-2003  |             |

### 200 metri piani
| Stagione | Tempo | Luogo     | Data       | Rank. Mond. |
| -------- | ----- | --------- | ---------- | ----------- |
| 2017     | 20"47 | Osaka     | 25-6-2017  |             |
| 2016     | 20"49 | Nagoya    | 25-6-2016  |             |
| 2015     | 20"13 | Lucerna   | 14-7-2015  |             |
| 2014     | 20"49 | Yamaguchi | 11-10-2014 |             |
| 2013     | 20"48 | Tokyo     | 9-6-2013   |             |
| 2012     | 20"63 | Osaka     | 9-6-2012   |             |
| 2011     | 20"89 | Kumagaya  | 10-6-2011  |             |
| 2010     | 20"38 | Marugame  | 5-6-2010   |             |
| 2009     | 20"55 | Hiroshima | 26-6-2009  |             |
| 2008     | 20"58 | Tokyo     | 25-5-2008  |             |
| 2007     | 20"73 | Osaka     | 30-6-2007  |             |
| 2006     | 20"46 | Yokohama  | 20-5-2006  |             |
| 2003     | 21"28 | Nagasaki  | 1-8-2003   |             |

## Palmarès
| Anno | Manifestazione             | Sede           | Evento            | Risultato        | Prestazione | Note                                     |
| ---- | -------------------------- | -------------- | ----------------- | ---------------- | ----------- | ---------------------------------------- |
| 2003 | Mondiali allievi           | Sherbrooke     | 200 m piani       | Semifinale       | 21"64       |                                          |
| 2003 | Mondiali allievi           | Sherbrooke     | Staffetta svedese | Bronzo           | 1'53"11     | Miglior prestazione personale stagionale |
| 2007 | Campionati asiatici        | Amman          | 200 m piani       | Oro              | 20"85       |                                          |
| 2009 | Mondiali                   | Berlino        | 200 m piani       | Quarti di finale | 20"97       |                                          |
| 2009 | Mondiali                   | Berlino        | 4×100 m           | 4º               | 38"30       | Miglior prestazione personale stagionale |
| 2009 | Campionati asiatici        | Guangzhou      | 4×100 m           | Oro              | 39"01       |                                          |
| 2009 | Campionati asiatici        | Guangzhou      | 4×400 m           | Oro              | 3'04"13     | Miglior prestazione personale stagionale |
| 2009 | Giochi dell'Asia orientale | Hong Kong      | 200 m piani       | Oro              | 20"91       |                                          |
| 2010 | Giochi asiatici            | Guangzhou      | 200 m piani       | Argento          | 20"74       |                                          |
| 2010 | Giochi asiatici            | Guangzhou      | 4×100 m           | Batteria         | 47"14       |                                          |
| 2010 | Giochi asiatici            | Guangzhou      | 4×400 m           | Argento          | 3'02"43     |                                          |
| 2013 | Mondiali                   | Mosca          | 4×100 m           | 6º               | 38"39       |                                          |
| 2014 | World Relays               | Nassau         | 4×200 m           | Batteria         | 1'23"87     |                                          |
| 2014 | Giochi asiatici            | Incheon        | 4×400 m           | Oro              | 3'01"88     | Miglior prestazione personale stagionale |
| 2015 | World Relays               | Nassau         | 4×100 m           | Bronzo           | 38"20       | Miglior prestazione personale stagionale |
| 2015 | Mondiali                   | Pechino        | 200 m piani       | Semifinale       | 20"34       |                                          |
| 2015 | Mondiali                   | Pechino        | 4×100 m           | Batteria         | 38"60       |                                          |
| 2016 | Giochi olimpici            | Rio de Janeiro | 200 m piani       | Batteria         | 20"86       |                                          |
| 2017 | Mondiali                   | Londra         | 4×100 m           | Bronzo           | 38"04       | Miglior prestazione personale stagionale |
| 2019 | World Relays               | Yokohama       | 4×200 m           | 5º               | 1'22"67     |                                          |